# 茨城県道・千葉県道162号岩井関宿野田線
茨城県道・千葉県道162号岩井関宿野田線（いばらきけんどう・ちばけんどう162ごう いわいせきやどのだせん）は、茨城県坂東市から千葉県野田市に至る一般県道である。

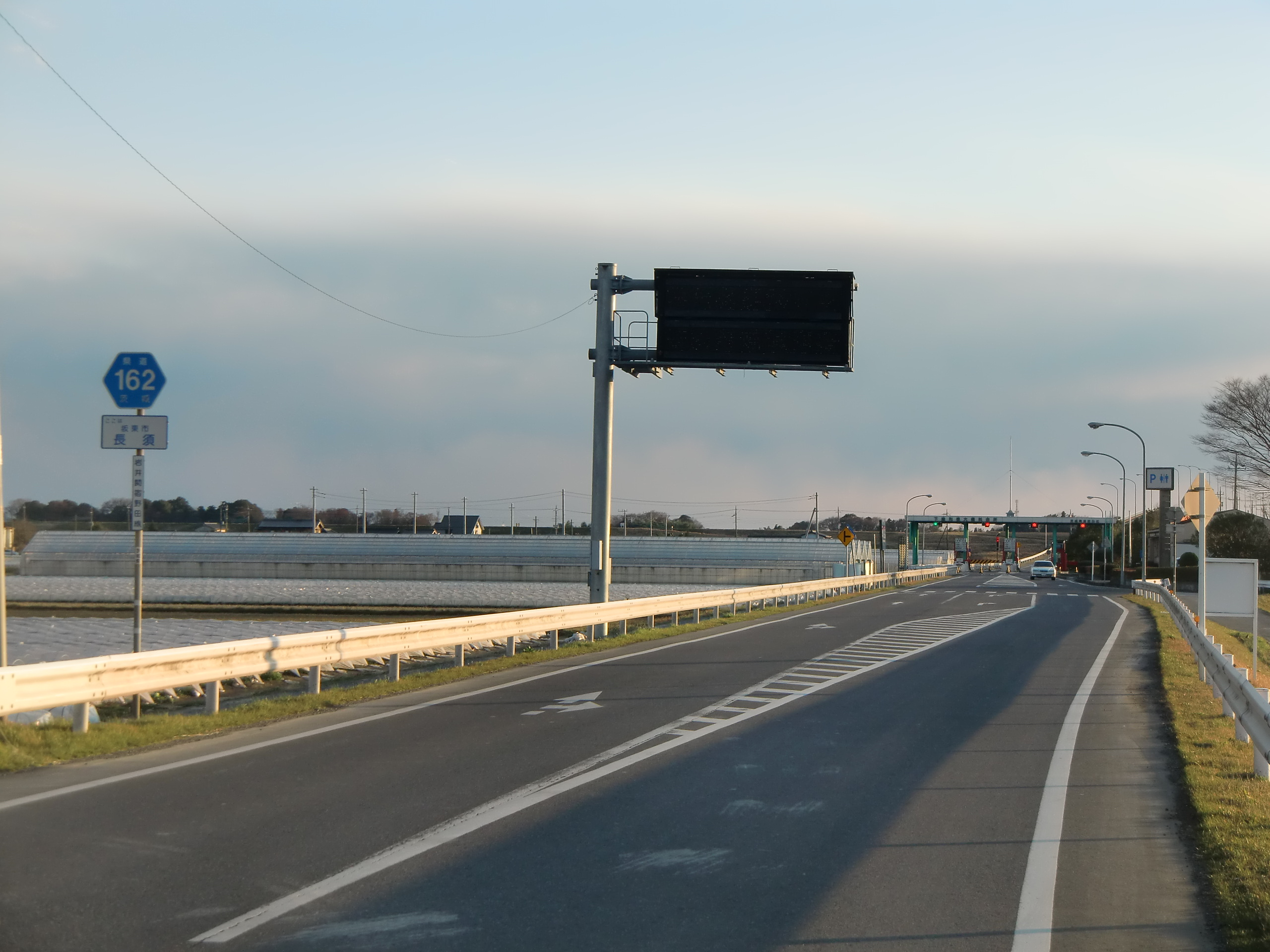
茨城県道162号岩井関宿野田線
坂東市長須（2011年3月）

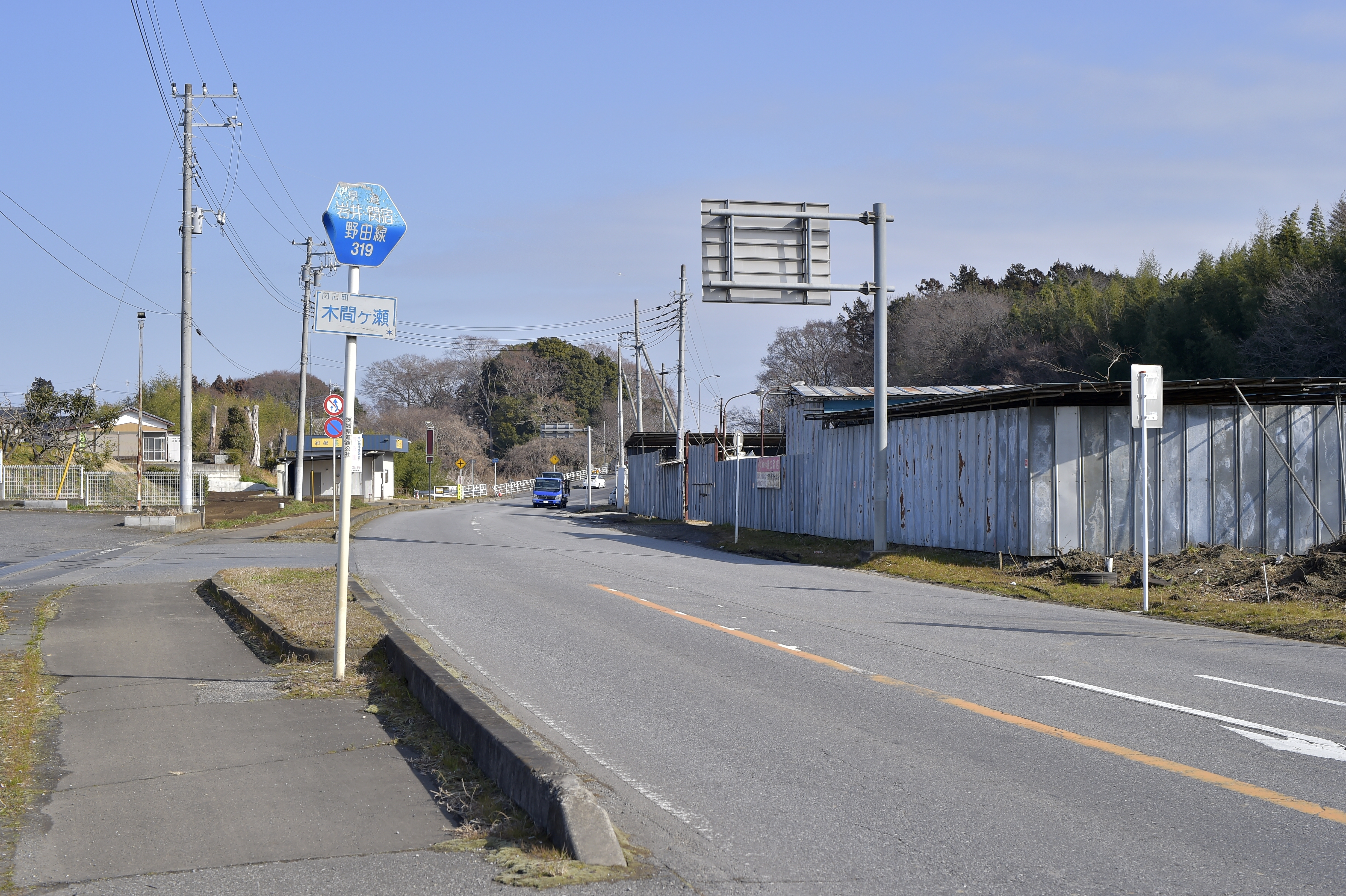
千葉県道162号岩井関宿野田線
野田市木間ヶ瀬（2023年2月）

## 概要
- 起点：坂東市長須字町谷久保2272番1地先（茨城県道215号伏木坂東線交点 長須交差点）[1]
- 終点：千葉県野田市[2]
- 重要な経過地：千葉県野田市木間ケ瀬[2][注釈 1]
- 総延長：*.* km（茨城県区間：2.989 km[3]、千葉県区間：*.* km）
- 重用延長：*.* km（茨城県区間：0.0 km[3]、千葉県区間：*.* km）
- 未供用延長：*.* km（茨城県区間：0.0 km[3]、千葉県区間：*.* km）
- 実延長：*.* km（茨城県区間：2.989 km[3]、千葉県区間：*.* km）
- 自動車交通不能区間延長[注釈 2]：*.* km（茨城県区間：0.0 km[3]、千葉県区間：*.* km）

## 歴史
茨城県と千葉県の陸上交通を分断する利根川に架けられていた芽吹大橋と境大橋は約17km程離れており、この中間の交通を補完する新たな橋を架けるため、1985年（昭和60年）5月28日、茨城県では道路法（昭和27年6月10日法律第180号）第7条の規定に基き県道を新規追加認定した1路線で、起点を茨城県岩井市大字長須、重要な経過地を千葉県東葛飾郡関宿町大字木間ケ瀬、終点を千葉県野田市とする路線が県道岩井関宿野田線である。有料道路区間にあたる下総利根大橋有料道路の改築工事が着手され、1990年（平成2年）1月に開通した。2020年（令和2年）1月11日に有料道路が無料解放され現在に至る。

### 年表
- 1985年（昭和60年）5月28日：県道岩井関宿野田線（整理番号415）として路線認定[2]。
- 1989年（平成元年）12月25日：茨城県区間において有料道路の道路区域（岩井市大字長須から岩井市大字木間ケ瀬まで、延長1.04 km）が決定[4]。
- 1990年（平成2年）1月11日：有料道路区間（下総利根大橋有料道路）が開通[5]。
- 1995年（平成7年）3月30日：茨城県区間において、整理番号が整理番号415から現在の番号（整理番号162）に変更される[6]。
- 2001年（平成13年）3月1日：茨城県岩井市大字長須 - 同市（県境）の区間が、通行する車両の最大重量限度25トンの道路に指定される[7]。
- 2004年（平成16年）3月22日：岩井市大字長須 - 同市大字木間ケ瀬（県境）の区間が、通行する車両の高さの最高限度4.1 mの道路に指定される[8]。
- 2020年（令和2年）
  - 1月11日：下総利根大橋が無料解放[9]。
  - 3月25日：料金所の解体工事が終了する。
  - 3月30日：茨城県側の下総利根大橋有料道路の道路区域（坂東市長須 - 同市木間ヶ瀬：2.455 km）を追加及び除外[1]。

## 路線状況

### 道路施設
- 下総利根大橋（利根川）
県道岩井関宿野田線の茨城県坂東市長須地先と千葉県野田市木間ケ瀬地先との間の利根川に架設された道路橋で、全長1,045 m（橋長1,033 m、踏掛板6 m×2箇所）。橋長1,033 mのうち、橋中央の本川部は554.7 m、取付け道路に接続する高架部は茨城県側が224 m、千葉県側は254.3 mある。かつては茨城県道路公社が管理する橋であったが、2020年1月11日に下総利根大橋有料道路が無料解放されたことにより、以後は茨城県が管理し、管理費用については茨城県と千葉県の両者で折半する[10]。

## 地理

### 通過する自治体
- 茨城県
  - 坂東市
- 千葉県
  - 野田市

### 交差する道路
- 千葉県道7号我孫子関宿線（千葉県野田市木間ケ瀬新田）